# Ommatius tropidus
Ommatius tropidus är en tvåvingeart som beskrevs av Scarbrough 2002. Ommatius tropidus ingår i släktet Ommatius och familjen rovflugor.
Artens utbredningsområde är Bolivia. Inga underarter finns listade i Catalogue of Life.